# Bongo (distrikt i Ghana)
Bongo är ett distrikt i Ghana.   Det ligger i regionen Övre östra regionen, i den norra delen av landet, 600 km norr om huvudstaden Accra. Antalet invånare är 77 894. Arean är 488 kvadratkilometer.
Terrängen i Bongo är platt.